# El Chapo de Sinaloa
Ernesto Pérez (Badiraguato, Sinaloa, 14 de enero de 1976), conocido como El Chapo de Sinaloa, es un cantante mexicano. Se especializa en el género de música regional mexicana.

## Biografía
Como un proyecto aparte de la música que, de acuerdo a él comenzó hace más de 10 años, Pérez empezó a producir, vender, y comercializar su propia marca de tequila con el nombre Tequila Don Ferro.

## Discografía
- 1996 13 Toneladas 20 Mujeres
- 1996 Corridos para la raza pesada
- 2000 Maldito vicio
- 2004 Tú, yo y la Luna
- 2006 La Noche Perfecta
- 2007 El abandonado
- 2007 Te va a Gustar
- 2007 Mis Rancheras Consentidas
- 2008 Para Siempre
- 2008 Mis mejores 20 éxitos Vol. ll
- 2009 Con La Fuerza del Corrido
- 2010 Te hable con el corazón
- 2010 Apasionado
- 2011 Corazón de niño
- 2012 Mis favoritas
- 2012 Triunfador
- 2014 Le hace falta un beso
- 2014 Al norte de sinaloa
- 2015 Camina sin mirar atrás
- 2016 Mis decretos
- 2018 Mi México Para El Mundo
- 2019 Mayor de Edad

## Filmografía

### Telenovelas
- Sueño de amor (2016)... Jerónimo Durán[3]